# 神戸十三仏霊場
神戸十三仏霊場（こうべじゅうさんぶつれいじょう）は、兵庫県神戸市の寺院で構成された十三仏の霊場。平成6年（1994年）に開かれた。

## 霊場一覧
| 札所番号 | 寺号     | 霊場本尊                    | 宗派           | 所在地                 |
| -------- | -------- | --------------------------- | -------------- | ---------------------- |
| 第一番   | 転法輪寺 | 不動明王                    | 高野山真言宗   | 神戸市垂水区名谷町     |
| 第二番   | 天上寺   | 釈迦如来                    | 摩耶山真言宗   | 神戸市灘区摩耶山町     |
| 第三番   | 如意寺   | 文殊菩薩                    | 天台宗         | 神戸市西区櫨谷町       |
| 第四番   | 太山寺   | 普賢菩薩                    | 天台宗         | 神戸市西区伊川谷町     |
| 第五番   | 性海寺   | 地蔵菩薩                    | 高野山真言宗   | 神戸市西区押部谷町     |
| 第六番   | 大龍寺   | 弥勒菩薩                    | 東寺真言宗     | 神戸市中央区神戸港地方 |
| 第七番   | 石峯寺   | 薬師如来                    | 高野山真言宗   | 神戸市北区淡河町       |
| 第八番   | 能福寺   | 観音菩薩 （十一面観音菩薩） | 天台宗         | 神戸市兵庫区北逆瀬川町 |
| 第九番   | 念仏寺   | 勢至菩薩                    | 浄土宗         | 神戸市北区有馬町       |
| 第十番   | 多聞寺   | 阿弥陀如来                  | 天台宗         | 神戸市垂水区多聞台     |
| 第十一番 | 須磨寺   | 阿閦如来                    | 真言宗須磨寺派 | 神戸市須磨区須磨寺町   |
| 第十二番 | 無動寺   | 大日如来                    | 高野山真言宗   | 神戸市北区山田町       |
| 第十三番 | 鏑射寺   | 虚空蔵菩薩                  | 真言宗単立     | 神戸市北区道場町       |